# TSV Ahlbeck
Der TSV Ahlbeck war ein Sportverein im Deutschen Reich mit Sitz im heutigen Ortsteil Ahlbeck der Gemeinde Heringsdorf auf Usedom.

## Geschichte
Der TSV trat das erste Mal in der Saison 1941/42 als Neuling in der 1. Klasse Pommern an. In welcher nach zwei gespielten Spielen die Saison aber schon zu Ende war. Hierbei konnte ein Sieg als auch eine Niederlage erzielt werden. Zur neuen Saison wurden alle Vereine die noch am Spielbetrieb teilnehmen konnten in die Gauliga Pommern eingeteilt und dort in sogenannte Sportkreisgruppen eingeteilt. Die Gruppe Greifswald des Abschnitt West wurde dem TSV zugeteilt. Das einzige vor dem Abbruch des Spielbetriebs gehaltene Spiel der gesamten Gruppe, bestritt der Verein gegen den LSV Dievenow; welcher das Spiel mit 1:0 gewinnen konnte. Spätestens am Ende des Zweiten Weltkriegs wurde der Verein dann auch aufgelöst.